# Бастија (Маса-Карара)
Бастија (итал. Bastia) је насеље у Италији у округу Маса-Карара, региону Тоскана.
Према процени из 2011. у насељу је живело 44 становника. Насеље се налази на надморској висини од 461 м.